# Sistema Globo de Rádio
Sistema Globo de Rádio (SGR) é uma empresa brasileira subsidiária do Grupo Globo que teve início com a inauguração da Rádio Globo, em 2 de dezembro de 1944, e hoje possui controle de diversas outras rádios de diferentes partes do Brasil. O SGR também opera no segmento de TV por assinatura, onde suas rádios levam opção de programação musical a mais de 6 milhões de assinantes das operadoras Claro TV+, Sky e Oi TV.

## História
Em 1976, o SGR passa a adotar um logotipo cujas letras lembram o da Rede Globo, feito por Hans Donner, com a cor azul escuro e o nome de Sistema Globo de Rádio. Em 2009, o SGR passa a ter uma identidade visual distinta da Globo, adotando um logotipo nas cores azul e cinza, com o nome de SGR - Sistema Globo de Rádio.[carece de fontes?]
Anteriormente, o grupo operou no segmento de web rádios, com a Multishow FM, Rádio GNT, Rádio Canal Brasil e Rádio Zona de Impacto, além da Globo FM e RadioBeat, que substituíram suas antigas emissoras terrestres no Rio de Janeiro. Em 2015, com a extinção destas duas últimas, o SGR deixou de operar com web rádios.[carece de fontes?]
Em 1 de agosto de 2018, o SGR anunciou por nota, o fim das operações das emissoras em AM em suas três capitais, inicialmente marcado para 1 de setembro, foi remarcado para 3 de setembro, onde ocorreu de fato (apenas a 1100 AM de São Paulo, que transmite a Rádio Globo ficou no ar).
A partir de 10 de fevereiro de 2020, a Rádio Globo de São Paulo encerra definitivamente as suas transmissões em AM 1100, encerrando assim a trajetória de 67 anos em AM em São Paulo. Assim, a Rádio Globo passa a só ser transmitida em FM 94,1 até o dia 31 de maio, quando encerrou as transmissões em definitivo em São Paulo e o fim da rede da Rádio Globo, ficando no ar apenas no Rio de Janeiro, em FM 98,1. As afiliadas da Rádio Globo a partir de 1 de junho continuaram a operar de forma 100% local.
Em agosto de 2020, dentro do projeto de reformulação e unificação de unidades do Grupo Globo, o comando do SGR passou a ser integrado ao da Editora Globo, que também passou a ficar responsável pelos jornais impressos do grupo (O Globo, Extra, Expresso e Valor Econômico). O objetivo é integrar mais os conteúdos da rádio com os outros veículos do Grupo. A direção responsável das rádios passa a ser do diretor geral da Editora Globo, Frederic Kachar.

## Emissoras
- Rádio Globo
- BH FM
- CBN
- CBN Rio de Janeiro
- CBN São Paulo
- CBN Belo Horizonte
- CBN Brasília

### Antigas
- Globo FM (Rio de Janeiro)
- Rádio Globo (rede)
- Rádio Globo Minas
- Rádio Globo Porto Alegre
- Rádio Globo São Paulo
- Rádio GNT
- Multishow FM
- Rádio Excelsior
- Rádio Eldorado
- Rádio Mundial
- RadioBeat
- X FM